# Itaberá (ort)
Itaberá är en ort i Brasilien.   Den ligger i kommunen Itaberá och delstaten São Paulo, i den södra delen av landet, 900 km söder om huvudstaden Brasília. Itaberá ligger 625 meter över havet och antalet invånare är 11 097.
Terrängen runt Itaberá är huvudsakligen platt, men åt sydväst är den kuperad. Runt Itaberá är det glesbefolkat, med 18 invånare per kvadratkilometer..
Omgivningarna runt Itaberá är en mosaik av jordbruksmark och naturlig växtlighet.